# Orbilia piloboloides
Orbilia piloboloides är en svampart som beskrevs av J.H. Haines & Egger 1982. Orbilia piloboloides ingår i släktet Orbilia och familjen vaxskålar.   Inga underarter finns listade i Catalogue of Life.